# RDF
Framework Mô Tả Tài nguyên (RDF) là một nhóm các đặc tả của tổ chức World Wide Web Consortium (W3C) có nguồn gốc được thiết kế như là mô hình dữ liệu siêu liên kết. RDF được sử dụng như là một phương thức chung nhất cho các mô tả khái niệm hoặc mô hình hóa của thông tin được diễn dịch trong các tài nguyên trên web, sử dụng trong các định dạng cú pháp khác nhau.

## Xem các phần khác
Các ký hiệu cho RDF
- N3
- N-Triples
- TRiG
- TRiX
- Turtle
- RDF/XML
- RDFa
- JSON-LD

Các ngôn ngữ từ vựng/Ontology
- OWL
- SKOS
- Lược đồ RDF

Các khái niệm tương tự
- Entity-attribute-value model
- Lý thuyết đồ thị - Chuẩn RDF được gán nhãn, liên kết đồ thị trực tiếp.
- Đồ thị khái niệm - Một đồ thi RDF là 1 đồ thị khái niệm.
- Website Parse Template
- Tagging
- Bản đồ chủ đề - Tương tự RDF
- Mạng Semantic

Khác (chưa sắp xếp)
- Associative model of data
- Business Intelligence 2.0 (BI 2.0)
- DataPortability
- Folksonomy
- GRDDL
- Life Science Identifiers
- Meta Content Framework
- Semantic Web
- Swoogle
- Universal Networking Language (UNL)